# Station to Station
Station to Station – dziesiąty album studyjny Davida Bowiego wydany 23 stycznia 1976 roku. W tym albumie pojawia się nowe wcielenie Bowiego - The Thin White Duke. Okładkę płyty stanowi kadr z filmu Człowiek, który spadł na ziemię, w którym Bowie zagrał główną rolę. Artysta nagrywając ten album, miał problemy z narkotykami, szczególnie z kokainą.
W 2003 album został sklasyfikowany na 323. miejscu listy 500 albumów wszech czasów magazynu Rolling Stone.

## Lista utworów
Wszystkie utwory zostały napisane przez Davida Bowiego, chyba że napisano inaczej.
| 1. | „Station to Station”                                 | 10:14 |
|    |                                                      |       |
| 2. | „Golden Years”                                       | 4:00  |
|    |                                                      |       |
| 3. | „Word on a Wing”                                     | 6:03  |
|    |                                                      |       |
| 4. | „TVC 15”                                             | 5:33  |
|    |                                                      |       |
| 5. | „Stay”                                               | 6:15  |
|    |                                                      |       |
| 6. | „Wild is the Wind” (Ned Washington, Dimitri Tiomkin) | 6:02  |
|    |                                                      |       |
|    |                                                      | 38:07 |
|    |                                                      |       |

## Muzycy
- David Bowie – śpiew, gitara, saksofon altowy i tenorowy, syntezator Mooga, mellotron
- Carlos Alomar – gitara
- Roy Bittan – fortepian
- Dennis Davis – perkusja
- George Murray - gitara basowa
- Warren Peace – chórki
- Earl Slick – gitara